# Hilkenbrook
Hilkenbrook là một đô thị thuộc huyện Emsland, trong bang Niedersachsen, Đức. Đô thị này có diện tích 11,1 km².